# РК Хамбург
РК Хамбург је немачки рукометни клуб из Хамбурга. Тренутно се такмичи у Бундеслиги Немачке.
Клуб је основан 1999. као HSV Lübeck и преузео је бундеслигашку лиценцу од VfL Bad Schwartau. Године 2002. клуб је премештен у Хамбург и преименован у HSV Hamburg. Хамбург није део спортског друштва Хамбургер, и он само има право да користи његов амблем и скраћеницу имена.
Хамбург је освојио 1 титулу у Бундеслиги, 2 трофеја купа и 4 суперкупа Немачке. Највећи успех клуб је остварио 2013, када је освојио Лигу шампиона, а такође је 2007. освојио Куп победника купова.

## Успеси

### Национални
- Бундеслига Немачке
  - Првак (1) : 2010/11.
  - Други (3) : 2006/07, 2008/09, 2009/10.

- Друга Бундеслига Немачке
  - Првак (1) : 2020/21.

- Куп Немачке
  - Освајач (2) : 2005/06, 2009/10.
  - Финалиста (2) : 2003/04, 2007/08.

- Суперкуп Немачке
  - Освајач (4) : 2004, 2006, 2009, 2010.
  - Финалиста (2) : 2008, 2011.

### Међународни
- Лига шампиона
  - Победник (1) : 2012/13.

- Куп победника купова
  - Победник (1) : 2006/07.

- ЕХФ куп
  - Финалиста (1) : 2014/15.

- Суперкуп Европе
  - Треће место (1) : 2007.

- Светско клупско првенство
  - Финалиста (1) : 2013.